# Gouverneurswahl in New York 1824
Die Gouverneurswahl in New York von 1824 fand zwischen dem 1. und 3. November 1824 statt, es wurden der Gouverneur und der Vizegouverneur von New York gewählt.

## Kandidaten
DeWitt Clinton trat mit James Tallmadge als Running Mate für die People’s Party Fraktion der Demokratisch-Republikanischen Partei an. Samuel Young trat Erastus Root für die Bucktails Fraktion derselben Partei an.

## Ergebnis
| Bild   | Kandidat       | Partei                                     | Stimmen | Stimmen  |
| Bild   | Kandidat       | Partei                                     | Anzahl  | Prozent  |
| ------ | -------------- | ------------------------------------------ | ------- | -------- |
|        | DeWitt Clinton | Demokratisch-Republikaner (People’s Party) | 103.454 | 54,29 %  |
|        | Samuel Young   | Demokratisch-Republikaner (Bucktails)      | 87.093  | 45,71 %  |
| Gesamt | Gesamt         | Gesamt                                     | 190.547 | 100,00 % |